# 双凤开发区
双凤开发区是中华人民共和国安徽省合肥市长丰县的一个类似乡级单位。

## 行政区划
下辖以下地区：
徐桥社区、凤霞社区和凤梅社区。